# Sphenomorphus buenloicus
Sphenomorphus buenloicus este o specie de șopârle din genul Sphenomorphus, familia Scincidae, descrisă de Ilya Sergeevich Darevsky și Nguyen Van Sang 1983.
Este endemică în Vietnam. Conform Catalogue of Life specia Sphenomorphus buenloicus nu are subspecii cunoscute.